# نووناریشوو
نووناریشوو (انگلیسی: Novonaryshevo) یک شهرک در شهرستان تویمازینسکی استان باشقیرستان کشور روسیه است.